# Corey Kispert
Corey James Kispert, né le 3 mars 1999 à Edmonds dans l'État de Washington, est un joueur américain de basket-ball évoluant aux postes d'arrière et ailier.

## Biographie

### Carrière universitaire
Il joue pendant quatre saisons avec les Bulldogs de Gonzaga, en 2021 son équipe atteint la finale universitaire mais s'incline face aux Bears de Baylor.

### Carrière professionnelle

#### Wizards de Washington (depuis 2021)
Corey Kispert est drafté en 15e position par les Wizards de Washington.

### Universitaires
Les statistiques de Corey Kispert en matchs universitaires sont les suivantes :
| Saison    | Équipe   | Matchs | Titul. | Min./m | % Tir | % 3pts | % LF | Rbds/m. | Pass/m. | Int/m. | Ctr/m. | Pts/m. |
| --------- | -------- | ------ | ------ | ------ | ----- | ------ | ---- | ------- | ------- | ------ | ------ | ------ |
| 2017-2018 | Gonzaga  | 35     | 7      | 19,4   | 46,0  | 35,1   | 66,7 | 3,20    | 0,70    | 0,30   | 0,20   | 6,70   |
| 2018-2019 | Gonzaga  | 37     | 36     | 26,1   | 43,7  | 37,4   | 87,5 | 4,10    | 1,00    | 0,60   | 0,50   | 8,00   |
| 2019-2020 | Gonzaga  | 33     | 33     | 33,0   | 47,4  | 43,8   | 81,0 | 4,00    | 2,10    | 0,90   | 0,40   | 13,90  |
| 2020-2021 | Gonzaga  | 32     | 32     | 31,8   | 52,9  | 44,0   | 87,8 | 5,00    | 1,80    | 0,90   | 0,40   | 18,60  |
| Carrière  | Carrière | 137    | 108    | 27,4   | 48,3  | 40,8   | 82,4 | 4,00    | 1,40    | 0,70   | 0,40   | 11,60  |

### Professionnelles

#### Saison régulière
| Saison    | Équipe     | Matchs | Titul. | Min./m | % Tir | % 3pts | % LF | Rbds/m. | Pass/m. | Int/m. | Ctr/m. | Pts/m. |
| --------- | ---------- | ------ | ------ | ------ | ----- | ------ | ---- | ------- | ------- | ------ | ------ | ------ |
| 2021-2022 | Washington | 77     | 36     | 23,4   | 45,5  | 35,0   | 87,1 | 2,71    | 1,10    | 0,45   | 0,29   | 8,23   |
| 2022-2023 | Washington | 74     | 45     | 28,3   | 49,7  | 42,4   | 85,2 | 2,80    | 1,18    | 0,43   | 0,12   | 11,08  |
| 2023-2024 | Washington | 80     | 22     | 25,8   | 48,6  | 38,3   | 72,6 | 2,81    | 1,95    | 0,51   | 0,20   | 13,38  |
| Carrière  | Carrière   | 231    | 103    | 25,8   | 48,1  | 38,8   | 79,2 | 2,77    | 1,42    | 0,47   | 0,20   | 10,93  |

## Records sur une rencontre en NBA
Les records personnels de Corey Kispert en NBA sont les suivants, :
| Type de statistique        | Saison régulière | Saison régulière        | Saison régulière |
| Type de statistique        | Record           | Adversaire              | Date             |
| -------------------------- | ---------------- | ----------------------- | ---------------- |
| Points                     | 29               | @ Knicks de New York    | 2 avril 2023     |
| Paniers marqués            | 10               | 3 fois                  | 3 fois           |
| Paniers tentés             | 19               | @ Knicks de New York    | 2 avril 2023     |
| Paniers à 3 points réussis | 9                | Magic d'Orlando         | 31 mars 2023     |
| Paniers à 3 points tentés  | 14               | 2 fois                  | 2 fois           |
| Lancers francs réussis     | 7                | 2 fois                  | 2 fois           |
| Lancers francs tentés      | 9                | @ Grizzlies de Memphis  | 8 novembre 2024  |
| Rebonds offensifs          | 3                | 7 fois                  | 7 fois           |
| Rebonds défensifs          | 9                | @ Bulls de Chicago      | 25 mars 2024     |
| Rebonds totaux             | 12               | @ Bulls de Chicago      | 25 mars 2024     |
| Passes décisives           | 8                | @ Celtics de Boston     | 14 avril 2024    |
| Interceptions              | 3                | 5 fois                  | 5 fois           |
| Contres                    | 3                | @ Bulls de Chicago      | 16 mars 2024     |
| Balles perdues             | 5                | @ Pacers de l'Indiana   | 16 février 2022  |
| Minutes jouées             | 43               | Clippers de Los Angeles | 10 décembre 2022 |

- Double-double : 1
- Triple-double : 0

Dernière mise à jour : 2 février 2025